# Filosofia judaica
Filosofia judaica é a conjunção de estudos de filosofia e teologia judaica. É uma história do pensamento judeu e não significa, necessariamente, filosofia no sentido grego antigo. Principia com a consolidação do judaísmo e chega até a idade contemporânea.

## Idade Média

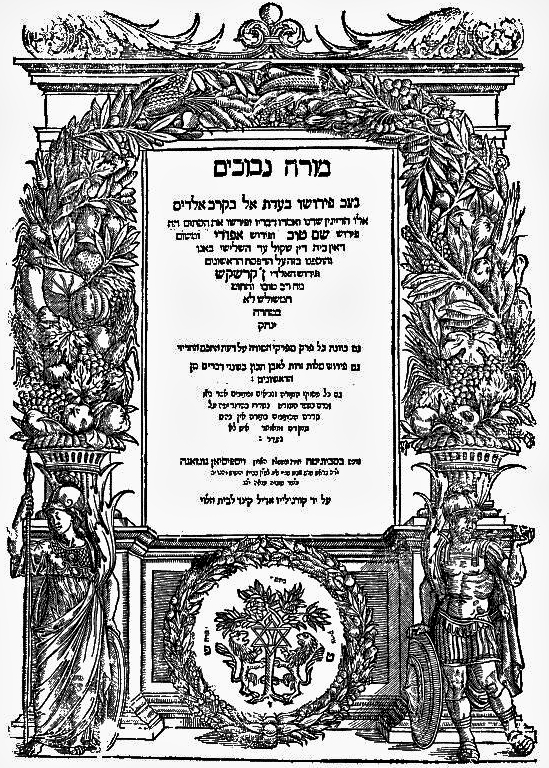
A página de título Guia dos Perplexos de Maimônides.

### Maimônides
Moisés Maimônides (em hebraico, Moshe ben Maimon) (Córdoba, 30 de março de 1135 — Egito, 13 de dezembro de 1204) foi um filósofo, religioso, codificador rabínico e médico. Maimônides escreveu dez trabalhos de medicina em árabe e vários trabalhos de teor religioso, onde reflete sua visão filosófica sobre o judaísmo.
Escreveu a obra Guia dos Perplexos fundado na Torá. Este livro concilia o judaísmo com o uso da razão. Como diversos judeus entusiasmados com a filosofia árabe-aristotélica desprezavam os conhecimentos bíblicos, Maimônides criou esta obra como princípio teológico, metafísico e moral.

## Idade Moderna

### Moisés Mendelssohn
Moisés Mendelssohn (Dessau, 6 de setembro de 1729 — Berlim, 4 de janeiro de 1786) foi um filósofo e rabino judeu alemão, considerado o precursor da Haskalá, ou seja, da Renascença Judaica na Europa. Foi uma figura de referência do judaísmo do século XVIII, sendo associado ao Iluminismo. Mendelssohn é considerado o pai do judaísmo reformista.

## Idade Contemporânea

### Martin Buber
Martin Buber (Viena, 8 de Fevereiro de 1878 - Jerusalém, 13 de Junho de 1965) era filósofo, escritor e pedagogo, judeu de origem austríaca, e de inspiração sionista. Teve  educação poliglota: em casa, aprendeu ídiche e alemão; na escola, hebraico, francês e polonês. Sua formação universitária se deu em Viena.

### Yeshayahu Leibowitz
Yeshayahu Leibowitz (em hebraico: ישעיהו ליבוביץ‎, Riga, 18 de Agosto de 1903– Jerusalém, 29 de Janeiro de 1994), foi um filósofo e cientista israelita, famoso pelas suas opiniões diretas, e muitas vezes controversas, sobre judaísmo, ética, religião e a política e sociedade de Israel.

### Pinchas Lapide
Pinchas Lapide (28 de novembro de 1922 - 23 de outubro de 1997) foi um teólogo e escritor judeu e historiador. Foi diplomata israelense de 1951 a 1969 e, neste período, cônsul em Milão. Teve relevante papel no reconhecimento internacional do Estado de Israel. Publicou perto de 35 obras.

### Joseph Agassi
Joseph Agassi (Jerusalém, 7 de Maio de 1927) é um académico israelita com contribuições em lógica, método científico e em filosofia em geral. Foi professor de filosofia na London School of Economics, na Universidade de Hong Kong, na Universidade de Illinois e na Universidade de Boston, antes de ir para Toronto e Tel-Aviv. Vive atualmente em Herzliya, em Israel.

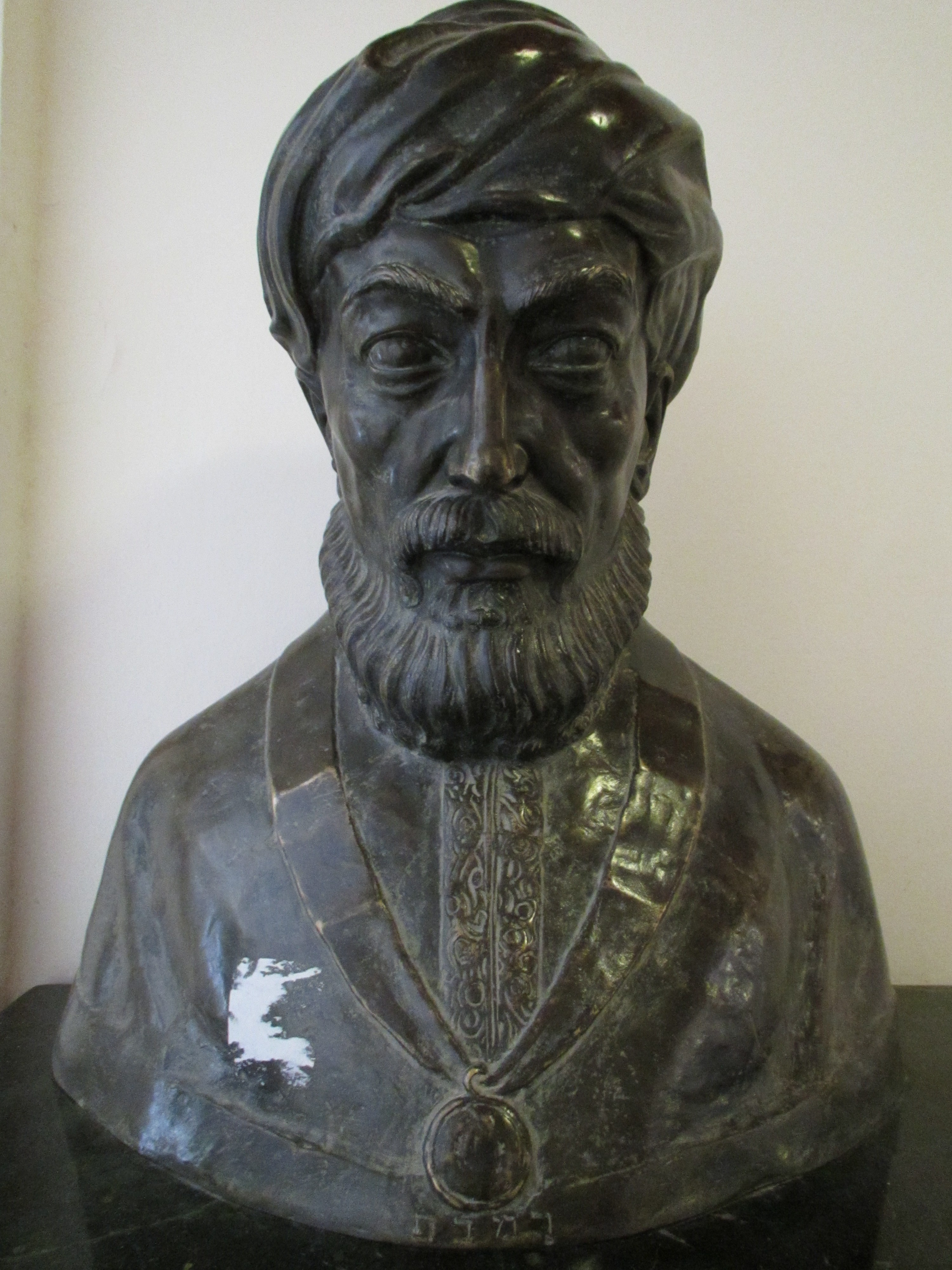
Busto de Maimônides, um dos principais nomes da filosofia judaica